# Frédéric V de Nuremberg
Frédéric V, né avant le 3 mars 1333 et mort le 21 janvier 1398, est un prince de la maison de Hohenzollern, fils du burgrave Jean II de Nuremberg. Il fut burgrave de Nuremberg de 1357 à sa mort.

## Biographie
Frédéric V est le fils de Jean II (mort en 1357), burgrave de Nuremberg depuis 1322, et de son épouse Élisabeth (morte en 1377), fille du comte Berthold VII de Henneberg. 
Il succède à son père à sa mort, en 1357. L'empereur Charles IV lui confie la protection militaire du château de Nuremberg, important pour le Saint-Empire romain. Un homme capable, il a été actif en tant que représentant de l'empereur en Franconie, en Alsace et en Haute-Souabe. Les services rendus à la couronne impériale par Frédéric V amènent Charles IV à élever le burgrave de Nuremberg au rang de prince du Saint-Empire. 
Après la mort de Frédéric V, les possessions des Hohenzollern sont partagées entre ses fils :
- Jean III devient margrave de Bayreuth ;
- Frédéric VI devient margrave d'Ansbach.

### Mariage et descendance
En 1350, Frédéric V épouse Élisabeth (1329-1375), fille du margrave Frédéric II de Misnie et de Mathilde de Bavière (en). Huit enfants sont nés de cette union :
- Élisabeth (1358 – 26 juillet 1409), épouse en 1374 le futur électeur palatin Robert III ;
- Béatrice (vers 1362 – 10 juin 1414), épouse en 1375 le duc Albert III d'Autriche ;
- Marguerite (en) (morte en 1406), épouse en 1383 le landgrave Hermann II de Hesse ;
- Anne (vers 1364 – 10 mai 1392), nonne à Seusslitz ;
- Catherine (morte en 1409), abbesse de Hof ;
- Agnès (1366 – 22 mai 1432), abbesse de Hof ;
- Jean III (vers 1369 – 11 juin 1420), burgrave de Nuremberg ;
- Frédéric VI (21 septembre 1371 – 20 septembre 1440), burgrave de Nuremberg ;
- Peut-être Véronique, fille putative, épouse de Barnim VI de Poméranie.